# FK Saturn Ramenskoje
FK Saturn Moskevská oblast známý i jako Saturn Ramenskoje je ruský fotbalový klub. Sídlí ve městě Ramenskoje a byl založen roku 1946. Hřištěm klubu je stadion Saturn s kapacitou 16 500 diváků. Klub působil od roku 1999 v ruské nejvyšší soutěži, ale kvůli vysokým dluhům byl v lednu 2011 rozpuštěn. Záhy byl vzkříšen z rezervního týmu Saturn-2. Díky názvu planety Saturn ve jménu klubu je hráčům přezdíváno mimozemšťané.

## Čeští hráči v klubu
- 2004–2005:  Roman Lengyel
- 2004–2010:  Antonín Kinský